# Donna Juanita (opereta)
Doña Juanita (título original en alemán, Donna Juanita) es una opereta en tres actos con música de Franz von Suppé y libreto en alemán de Camillo Walzel y Richard Genée, basado en la obra teatral Die Verschwörung der Frauen oder Die Preußen in Breslau (1858) de Arthur Müller. Se estrenó en el Carltheater de Viena el 21 de febrero de 1880.
La opereta fue adaptada al castellano como zarzuela en tres actos con el título de Doña Juanita por Juan Manuel Casademunt, estrenándose en el Teatro Español de Barcelona el 30 de julio de 1884. Treinta años después de su estreno absoluto, la pieza fue refundida como zarzuela en un acto con el título de La alegre Doña Juanita por Manuel Fernández Palomero, dándose a conocer en el Teatro Eslava de Madrid el 26 de marzo de 1910.
La Juanita Quadrille de Eduard Strauss está basada en motivos de esta opereta. Karl Pauspertl reordenó la pieza y la llevó a escena bajo el título Der große Unbekannte en 1925. 

## Argumento
Acto I (San Sebastián, gran plaza frente a la posada)
Aunque el capitán Gaston Dufour es un prisionero de guerra, se le permite circular libremente por la ciudad bajo su palabra de honor. De ese modo se ha enamorado de Petrita, la hermana del posadero Gil Polo. Las fuerzas de ocupación británicas se han ganado la animadversión de la población española y por ello Dufour se pone de su lado (también por el bien de su amada). El alcalde Pomponio también quiere a Petrita y la espía, mientras que a su esposa Olimpia le gusta el capitán Dufour. Dufour le sigue la corriente a Olimpia porque necesita su ayuda para escapar.
El coronel británico Douglas está medio ciego, medio sordo y medio cojo, pero aun así no pierde el optimismo y considera que tomará las decisiones adecuadas. De pronto aparece René Dufour, el hermano de Gaston, que ha logrado colarse en San Sebastián como espía a las órdenes del general francés Pichegrus. Consigue acceder al palacio travestido como Donna Juanita, una bella cadete naval, captando el interés del coronel Douglas a la vez que lo espía.
Acto II (En casa de Pomponio)
René, como Donna Juanita, no sólo ha captado completamente el interés del coronel Douglas sino también del alcalde. Como este plan ha funcionado tan bien, René se confía en demasía y, con su disfraz, da celos a Olimpia y a la novia de su hermano Gastón. No obstante, más tarde habla con Petrita y le cuenta quién es. René continua jugando con Olimpia y así logra distraerla cuando introduce en secreto una tropa de soldados franceses en San Sebastián.
Acto III (Fiesta popular en San Sebastián)
En San Sebastián se celebra una fiesta popular, en la gran plaza frente a la posada, para la que los adultos van disfrazados de niños. El coronel Douglas y el alcalde Pomponio están muy borrachos cuando René Dufour (vestido como Donna Juanita) se encuentra con ellos, coqueteando hasta que la fiesta llega a su clímax. En el momento oportuno, hace una señal a sus compañeros que salen de sus escondites. La ciudad es tomada sin disparar un tiro. Para evitar un derramamiento de sangre, el coronel Douglas se rinde con sus tropas y el general Pichegru asciende a René Dufour a teniente, por su valentía .